# Irene Comneno Paleologa
Irene Comneno Paleologa (in greco Εἰρήνη Κομνηνή Παλαιολογίνα?; 1218 circa – Adramittio, 1284) dopo il 1261 circa, conosciuta con il nome monastico di Eulogia (Εὐλογία), era una sorella maggiore dell'imperatore bizantino Michele VIII Paleologo. Originariamente vicina all'imperatore, la sua opposizione all'Unione delle Chiese nel 1273 portò al loro allontanamento e persino a complotti di Irene contro Michele che coinvolgevano sovrani stranieri. Di conseguenza, fu imprigionata per il resto del suo regno. Dopo la morte di Michele, incoraggiò Andronico II Paleologo ad abbandonare l'Unione.

## Biografia
Irene nacque intorno al 1218, seconda figlia del Grande domestico Andronico Paleologo e di Teodora Angelina Paleologina. Intorno al 1240 sposò Giovanni Cantacuzeno Comneno Angelo, che morì poco prima del 1257. Dopo la morte del marito, Irene si fece monaca e assunse il nome monastico di Eulogia. Non si sa quando ciò avvenne esattamente, ma era già monaca dal 1261.
Irene era molto legata al fratello minore, Michele VIII Paleologo, sul quale esercitava una grande influenza. Lo storico Giorgio Pachimere racconta che era solita cullare Michele rassicurandolo che sarebbe stato il futuro imperatore che avrebbe riconquistato Costantinopoli dall'Impero latino; nel 1261 fu lei a portargli la notizia della riconquista di Costantinopoli.
Pachimere sottolinea anche l'influenza politica di Irene, anche sulla questione del legittimo imperatore, il giovane Giovanni IV Lascaris. Per salvaguardare i diritti del figlio di Michele, Andronico II Paleologo, Irene esortò il fratello a mettere Lascaris completamente in disparte. Lascaris fu infine accecato. Ebbe anche un ruolo nella caduta in disgrazia e nel successivo accecamento del generale Giovanni Macreno. Il matrimonio di sua figlia Maria con il sovrano bulgaro Costantino Tikh nel 1268/1269 rafforzò ulteriormente la sua posizione politica.
Nel 1273, tuttavia, si oppose all'adesione di Michele all'Unione delle Chiese e divenne leader della fazione anti-unionista a corte. Il suo rapporto con il fratello si trasformò in un'aspra ostilità e Michele la bandì nella fortezza di Gregorios, nel golfo di Nicomedia. Tale era l'inimicizia tra i due che, dopo la morte di Michele, Irene proibì alla vedova Teodora di pregare per lui. Irene inoltre non esitò a coinvolgere il genero nella causa antiunitaria: con l'aiuto della figlia, incitò Tikh contro Michele e cercò persino, senza successo, di formare un'alleanza contro Bisanzio tra la Bulgaria e il Sultanato mamelucco.
Dopo la morte di Michele nel 1282, Andronico II Paleologo rinnegò l'Unione grazie anche all'influenza della zia. Irene morì all'inizio di dicembre del 1284.

## Discendenza
Il marito di Irene, Giovanni Cantacuzeno Comneno Angelo, è identificato da Donald Nicol con il Pinkernēs Giovanni Cantacuzeno. I figli noti di questa coppia includono:
- Teodora, che sposò in prime nozze Giorgio Muzalon, ed in seconde Giovanni Raulo Petralife.
- Maria, moglie di Costantino Tikh, zar di Bulgaria.
- Anna, moglie di Niceforo I Comneno Ducas.
- Eugenia, moglie di Sirgianni, e madre di Sirgianni Paleologo.
- una possibile quinta figlia di cui non si conosce il nome, che sposò Teodoro Muzalon.

## Ascendenza
|                              |                                 |                             | Genitori                 |  |  | Nonni |  |  | Bisnonni                   |  |  | Trisnonni |  |
|                              |                                 |                             |                          |  |  |       |  |  | ? Michele Ducas Paleologo? |  |  | …         |  |
|                              |                                 |                             |                          |  |  |       |  |  | ? Michele Ducas Paleologo? |  |  | …         |  |
|                              |                                 | …                           |                          |  |  |       |  |  | ? Michele Ducas Paleologo? |  |  |           |  |
| Alessio Paleologo            |                                 |                             |                          |  |  |       |  |  | ? Michele Ducas Paleologo? |  |  |           |  |
|                              |                                 | …                           | …                        |  |  |       |  |  |                            |  |  |           |  |
|                              |                                 | …                           | …                        |  |  |       |  |  |                            |  |  |           |  |
|                              |                                 | …                           | …                        |  |  |       |  |  |                            |  |  |           |  |
| Andronico Paleologo          |                                 | …                           |                          |  |  |       |  |  |                            |  |  |           |  |
|                              |                                 | Giovanni Cantacuzeno        | …                        |  |  |       |  |  |                            |  |  |           |  |
|                              |                                 | Giovanni Cantacuzeno        | …                        |  |  |       |  |  |                            |  |  |           |  |
|                              |                                 | Giovanni Cantacuzeno        | …                        |  |  |       |  |  |                            |  |  |           |  |
| Irene Comnena                |                                 | Giovanni Cantacuzeno        |                          |  |  |       |  |  |                            |  |  |           |  |
|                              |                                 | Maria Comnena               | Andronico Comneno        |  |  |       |  |  |                            |  |  |           |  |
|                              |                                 | Maria Comnena               | Andronico Comneno        |  |  |       |  |  |                            |  |  |           |  |
|                              |                                 | Maria Comnena               | Irene Aineidasa          |  |  |       |  |  |                            |  |  |           |  |
| Irene Comnena Paleologa      |                                 | Maria Comnena               |                          |  |  |       |  |  |                            |  |  |           |  |
|                              | Giorgio Comneno Ducas Paleologo | …                           |                          |  |  |       |  |  |                            |  |  |           |  |
|                              | Giorgio Comneno Ducas Paleologo | …                           |                          |  |  |       |  |  |                            |  |  |           |  |
|                              | Giorgio Comneno Ducas Paleologo | …                           |                          |  |  |       |  |  |                            |  |  |           |  |
| Alessio Paleologo            | Giorgio Comneno Ducas Paleologo |                             |                          |  |  |       |  |  |                            |  |  |           |  |
|                              |                                 | ?Irene Comnena Cantacuzena? | …                        |  |  |       |  |  |                            |  |  |           |  |
|                              |                                 | ?Irene Comnena Cantacuzena? | …                        |  |  |       |  |  |                            |  |  |           |  |
|                              |                                 | ?Irene Comnena Cantacuzena? | …                        |  |  |       |  |  |                            |  |  |           |  |
| Teodora Angelina Paleologina |                                 | ?Irene Comnena Cantacuzena? |                          |  |  |       |  |  |                            |  |  |           |  |
|                              |                                 | Alessio III Angelo          | Andronico Ducas Angelo   |  |  |       |  |  |                            |  |  |           |  |
|                              |                                 | Alessio III Angelo          | Andronico Ducas Angelo   |  |  |       |  |  |                            |  |  |           |  |
|                              |                                 | Alessio III Angelo          | Eufrosina Castamonitissa |  |  |       |  |  |                            |  |  |           |  |
| Irene Angelina               |                                 | Alessio III Angelo          |                          |  |  |       |  |  |                            |  |  |           |  |
|                              |                                 | Eufrosina Ducena Camatera   | Andronico Camatero       |  |  |       |  |  |                            |  |  |           |  |
|                              |                                 | Eufrosina Ducena Camatera   | Andronico Camatero       |  |  |       |  |  |                            |  |  |           |  |
|                              |                                 | Eufrosina Ducena Camatera   | …                        |  |  |       |  |  |                            |  |  |           |  |
|                              |                                 | Eufrosina Ducena Camatera   |                          |  |  |       |  |  |                            |  |  |           |  |